# هيو جاي تشيشولم
هيو جاي تشيشولم (بالإنجليزية: Hugh J. Chisholm)‏ هو رائد أعمال كندي، ولد في 2 مايو 1847 في نياجارا-أون-ذا-ليك في كندا، وتوفي في 1 يوليو 1912 في نيويورك في الولايات المتحدة.